# Delta Force: Land Warrior
Delta Force: Land Warrior – gra komputerowa typu first person shooter, należąca do serii Delta Force. Gra została wydana w 2000 roku przez firmę NovaLogic.
Gracz wciela się w żołnierza amerykańskiej jednostki specjalnej Delta Force i przenosi w opanowane przez terrorystów rejony świata, takie jak Afganistan, Kazachstan, czy Iran.

## Uzbrojenie
W grze istnieje możliwość korzystania z najnowocześniejszego uzbrojenia i ekwipunku wykorzystywanego w programie Armii Stanów Zjednoczonych – Land Warrior.